# Fuste

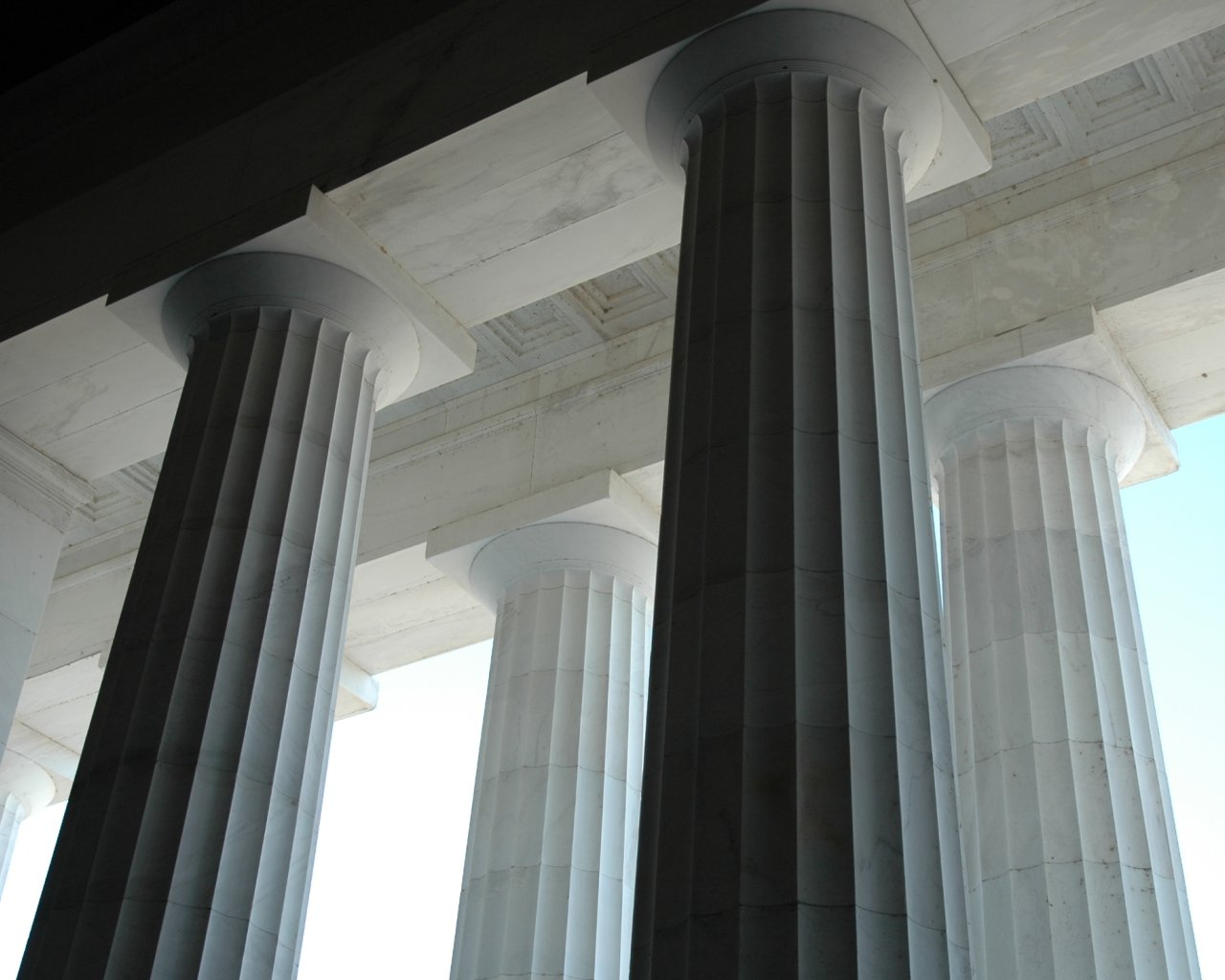
Estrías verticales del fuste de una columna.

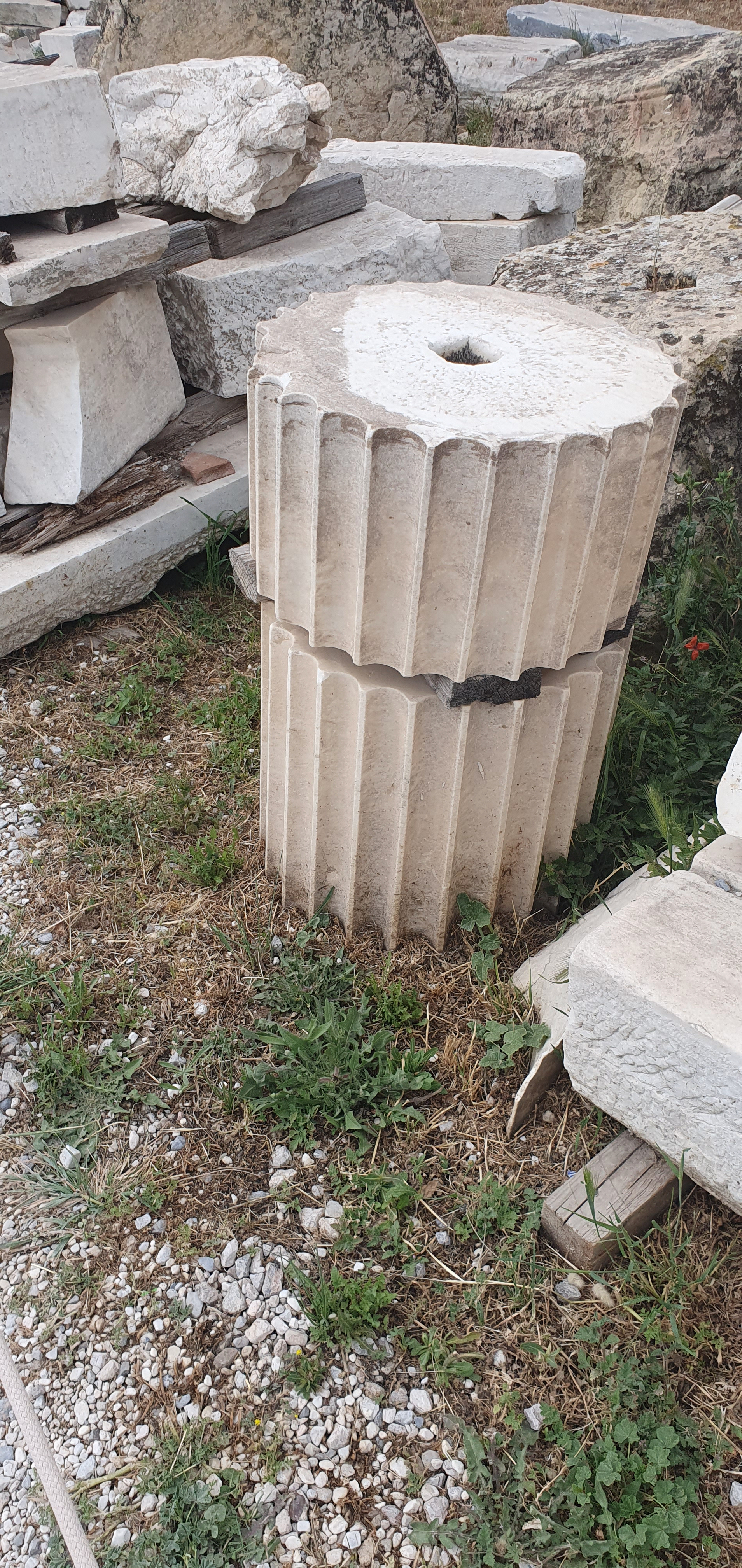
Tambores en la Acrópolis de Atenas.

Un fuste, vocablo proveniente del latín fustis, es la parte de la columna que se encuentra entre el capitel y la basa.
Corresponde al cuerpo principal o básico de las columnas utilizadas en muchos de los edificios desde la época egipcia hasta el neoclásico del siglo XIX. Su diseño puede ser desde el simplemente liso, es decir sin decorado alguno (orden toscano), pasando por el estriado o rayado en el sentido vertical del fuste, este estriado se llegó a hacer fino resaltándolo en lomo curvo o bien acanalado (orden  jónico y corintio), con muescas en los extremos de cada rayadura para difuminar su forma con la del basamento o con el capitel, anillado (Renacimiento, almohadillado (propio del manierismo), etc.
Los fustes llegaron a contar con decorados vegetales a su derredor, para hacerlos más vistosos.
Normalmente los fustes se construían en el sentido vertical, al hacerlo los griegos llegaron a hacerlos abombados en la parte central, éntasis, con la finalidad de que la visual en perspectiva no los hiciese parecer desproporcionados, o bien son cilíndricos con mayor grosor en su parte inferior, grosor que va disminuyendo conforme crece o se alarga.
También se tienen los fustes simulados adosados a las fachadas de los templos católicos, como los estípites, que tienen forma de pirámide truncada pero con el lado más angosto en la parte inferior.

## Otras acepciones
Se denomina también fuste a la importancia que tiene algo o su relevancia; un fuste asimismo es un armazón de silla de montar.